# اروپای دوران پارینه‌سنگی

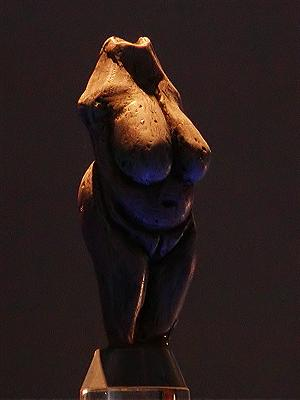
ونوس موراوانی یک تندیس کوچک ونوس ماقبل تاریخ است که در اوایل قرن بیستم در اسلواکی کشف شد.

در اروپا دوران پارینه‌سنگی مقارن است با اولین اشغال اروپا توسط موجودات انسان نما که از حدود ۷۰۰ هزار سال پیش ظهور کرده بودند. البته تمام سرزمینهای اروپا توسط موجودات شبه انسان تصرف نشده بود. اسناد باستان‌شناسی نشان می‌دهد که به دلیل شرایط آب و هوا و منابع طبیعی این سرزمین‌ها شاهد تخلیه شبه انسانها یا استقرار مجدد آن‌ها بوده‌است.